# Мелник
Ме́лник (болг. Мелник) — місто в Благоєвградській області Болгарії. Входить до складу общини Санданський.
Мелник (грец. Μελένικο, Меленіко, катаревуса: Μελένικον, Мельнікон) — це найменше місто в Болгарії.

## Географія
Мелник розташований в гірській місцевості в південно-західних підніжжях гір Пирин. Він розташований у мальовничій місцевості в 22 км на південний схід від міста Санданський на висоті 437 м над рівнем моря. Клімат перехідний середземноморський з літнім мінімальним і зимовим максимумом опадів. Середньорічна кількість опадів становить близько 670 мм. Через місто протікає річка Мелник, ліва притока Струми. До Роженського монастиря — 7 км. Для любителів природи існує прямий шлях, що проходить через природне явище мельницьких пірамід. Мелник є відправною точкою маршрутів від гірського притулка Пирин і Малина. 

## Історія

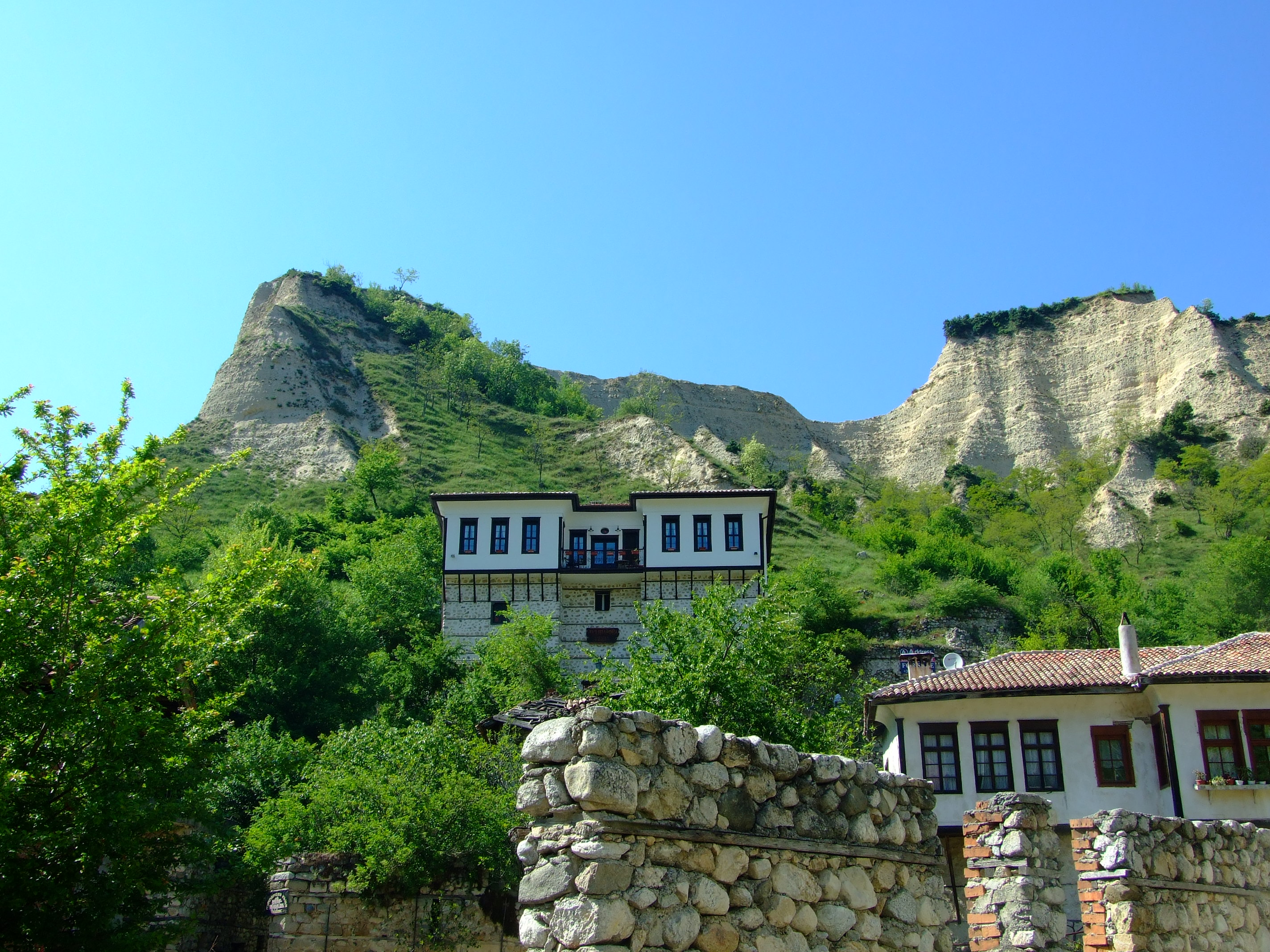
Мелник

### Середньовіччя
Жодної достовірної інформації сьогодні нема, яка б встановлювала, коли Мелник виник. За словами академіка Івана Дуйчева, етимологія назви Мелник має чисто слов'янське походження. Вона походить від древньослов'янського слова мел — біла глина, крейда, що вказує на скелі, серед яких розташоване місто. На підставі археологічних даних передбачається, що Мелник виник з самого початку як фортеця для захисту південно-болгарського кордону і дороги вздовж річки Струма після укладення болгаро-візантійського договору 864 року.
Мелник вперше згадується в письмових джерелах початку XI століття, у зв'язку з його включенням до Візантійської імперії після Беласицької битви. Згідно з записами мандрівника Мухаммада Аль-Ідрісі в XI—XII ст. візантійський Мельник — відоме місто з оброблюваними полями, селами та плантаціями, які постійно існують. Будучи прикордонним містом між Болгарією і Візантією, місто часто змінює свій суверенітет. У перші роки 13-го століття губернатор Західних Родопів — Олексій Слав став незалежним правителем зі столицею в Мелнику. Місто оточене укріпленими стінами. У середині 13 століття місто входить до Нікейської імперії. У 1252 році намесник від нікейського імператора Іоанна III Дуки Ватаца був призначений майбутнім великим візантійським імператором у Мелніку Михайло Палеолог, який підтримує хороші відносини з Болгарією. У XIII столітті у Мелніку поневолюють кілька разів цілі родини візантійських аристократів (від болгарського царя Калояна до візантійських імператорів), що призводить до зміни складу населення і архітектурного вигляду міста (багато візантійських будинків використовувались до початку ХХ століття, величні руїни збереглися і донині).
У чотирнадцятому столітті, на деякий час Мелник був включений до володіння протосеваста Хрельо, а після його смерті в 1342 році протягом 15 років він перебував під владою сербського правителя Стефана Душана. Останнім християнським правителем міста стає Костянтин Драгаш, який загинув у битві за Ровінь у 1395 році.

### У Османській імперії
Мелник потрапив під османське правління після 1395 року. Місто та його околиці включені в санджак Кюстендила як самостійна нохія. В указі 1604 р. він згадується як центр кази. У середині 17-го століття мандрівник Османської імперії Евлія Челебі описав Мелник як жваве містечко з одноповерховими і двоповерховими кам'яними будинками, покритими кахельною плиткою, безліччю домашніх лазень з виноградниками і садами. Під назвою Мелник місто згадується в ряді османських фінансових, податкових і судових документів з початку XVII до кінця XIX століття.

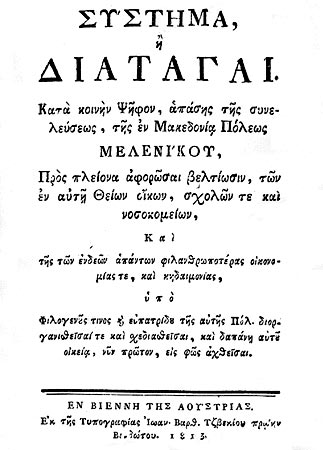
Мельницька хартія 1813 року

Протягом перших століть османського панування Мелник впав для того, щоб знову піднятися на кінці 18-го і на початку 19-го століття, коли він оживив культурну та освітню діяльність. Мешканці міста займаються виробництвом вина та тютюну, експортують вино по всій Європі, особливо в Англію та Австрію. Найвідоміший торговець у місті із родини Кордопулос, чий будинок і винний льох перетворився сьогодні в музей. У місті діяло понад 70 церков, а в околицях було чотири монастирі. Було 3 чоловічі школи (з яких одна болгарська) і одна школа для дівчат виховували молодих людей з багатолюдного міста в епоху Відродження. У місті була дуже багата бібліотека.
У 19 столітті Рильський монастир отримував великі грошові переводи від паломників з Мелника. У 1837 році надійшло 8761 грошей милостині, а в 1839 році три різних групи отримали 2847 грошей. Мелницькі купці постачають у монастир оливки, мило, взуття, ікру, оливкову олію та іншу їжу і найнеобхідніші предмети. Насіння найчастіше купують тут монастирські овочи та фрукти із садів.
У 1845 р. російський славист Віктор Григорович написав про Мелник:
| « | Меленик, мешканцями якого є болгари, повністю освоїли грецьку мову, має 26 великих і малих церков і дві грецькі школи, одна з яких до недавнього часу мала грецьку типографію. | » |

За свідченнями американських місіонерів, які відвідали місто в 1862 році, воно має 1200 будинків, а його жителі «говорять по-грецьки, але цивілізовані і працьовиті». Олександр Сінве («Les Grecs de l'Empire Ottoman. Etude Statistique et Ethnographique»), за даними грецьких даних, написав у 1878 році, що 3600 греків живуть у Меленіку. Згодно з «Етнографія вілайєтів Адріанополь, Монастір і Салоніка» в 1873 році в місті є домашні господарства у кількості 1030, з них 650 мусульман, 2000 греків і 560 болгар.
5 березня 1873 року Петро Сарафов відкрив першу болгарську школу в Мелнику в будинку Атанаса Павлова. В школі навчаються діти з міста і навколишніх сіл. Обвинувачений греками перед владою, Сарафов не закінчує рік і змушений покинути Мелник, а Іван Козарєв стає на його посаду. Після були Спас Влахлі з Влахи і Тома Ніколов з Неврокопа. Напередодні російсько-турецької війни, після нових грецьких наклепів, школа була знову закрита і відкрита лишев 1881 році. Пізніше Хаджі поп Димитар з Черешниці подарував будівлю для болгарської школи.
У другій половині ХІХ століття Мелник поступово почав занепадати, залишаючись осторонь від головної дороги по долині Струми. Частина його мешканців переїхала в Сяр, Горну Джумаю та в інші місця Болгарії.
У 1891 році Георгій Стрезов писав про Мелник:
| » | Місто Мелник є місцем каймакаміна. У Мелник потрапляють від Сяра за 12 годин. Розташування міста дивне; Воно лежить у ямі під Піринськими горами. Така природа робить це місце набагато більш придатним для заточення, ніж як дом для вільних людей. Дійсно, за традицією Мелник був заснований засланими візантійськими греками як пост проти болгар. […] Старе місто — це Мелник; є 45 стародавніх церков, грецькі. Тільки в «Св. Пантелеймон» до 1885 року були образи зі слов'янськими написами. Його будинки високі, оригінальні; під час дощу вулиці заливаються і припиняють кожне сполучення. Ось чому магазини розумно побудовані: на висоті 4 м від вулиці. До воріт можна дістатися підйомними мостами, якими обладнаний кожен магазин. Мельник є єдиним містом по всій Македонії, що говорить по грецькі. Всі в місті знають болгарську мову; ринок говорить болгарською. Багато болгар поглинають це місто і це все ще відбувається. Є 3 грецькі школи з 7 викладачами та 345 студентами. Болгарська школа ледь налічує 45 учнів. Кількість будинків до 850: 200 турецьких, 300 грецьких і 350 болгарських. | « |

За статистикою Василя Канчова (Македонія, етнографія і статистика), населення міста становило 4300 осіб, з них 500 болгарських християн, 950 турків, 2650 греків, 30 волохів і 200 циган у 1900 році.
У першому десятилітті ХХ століття майже все населення Мелника знаходиться в лоні Константинопольського патріархату. За словами секретаря болгарського екзархату Димитара Мишева в 1905 році в місті є 40 болгар екзархистів, 220 болгар патриархістів грекоман і 3825 греків. Місто має нижчу середню і початкову болгарську школу і дві нижчі середні та дві великі грецькі. У Мелніку є грецький чоловічий силогос, а 26 квітня 1906 року жіноча компанія „Гармонія“ була заснована особисто митрополитом Іринеєм Мелницьким, який підкреслив необхідність посилення боротьби еллінізму проти болгарських гуртів. Компанія підтримує грецьку пропаганду в Македонії. У 1911 році компанія організувала великий протест, який зумів зірвати плани болгар побудувати церкву і школу в центрі міста.
На початку Балканської війни 1912 року шість чоловік з міста були добровольцями в Македонсько-Адріанопольському корпусі. Під час війни від 14 жовтня 1912 року в Грозному Долі (на південь від міста) були вбиті відступаючої турецькою армією 28 болгар і греків з Мелника і регіону.

### У Болгарії
Місто було звільнено від османської влади під час Балканської війни 17 жовтня 1912 року загоном Яне Санданського. Місцевим населенням обирається міський голова Георгій Коцев, а помічником міського голови Петр Говедаров, Членами муніципальної комісії були обрані Андрій Попилієв і Панде Ілієв. Після укладення Бухарестського договору грецьке населення переїхало до Греції, у найближче місто — Валовище (Сідірокастро). На їх місце прийшли болгарські біженці з Салоніків, Серресу, Драмсько і інших частин Егейській Македонії.
У 1916 році під час Першої світової війни професор Василь Григорович Златарський, як учасник науково-розвідувальної місії, організованої штабом діючої армії, відвідав місто. У своєму звіті начальнику штабу діючої армії він написав:
| » | … сьогодні це місто є справжніми руїнами: від 2 тис. будинків (близько 10 тис. чоловік) зараз малоймовірно, що до 200 будинків населяють люди; все інше повністю або частково обрушилося від вогоню, або будинки стоять цілі, але більше без вікон і дверей і всякого дерев'яного матеріалу взагалі. З допиту я дізнався, що турецький квартал був спалений і зруйнований четниками в 1912 році, а інша частина міста була покинута грецьким і грекоманським населенням, яке було уведене грецькими військами в 1913 році, коли вони виїхали з Мелника згодно з Бухарестським миром. | " |

У 1913—1925 рр. Мелник є районним центром. Місто залишилося осторонь від нової дороги в долині Струми і поступово зменшилося. Ремесла і торгівля вмирають, а хвороба філоксери знищує виноградники. Основним засобом існування населення є сільське господарство.
З 1968 року Мелник був оголошений містом-музеєм.

## Населення
За даними перепису населення 2011 року у місті проживали 217 осіб, з них 208 осіб (99,5 %) — болгари.
Розподіл населення за віком у 2011 році:
Динаміка населення:

## Релігія

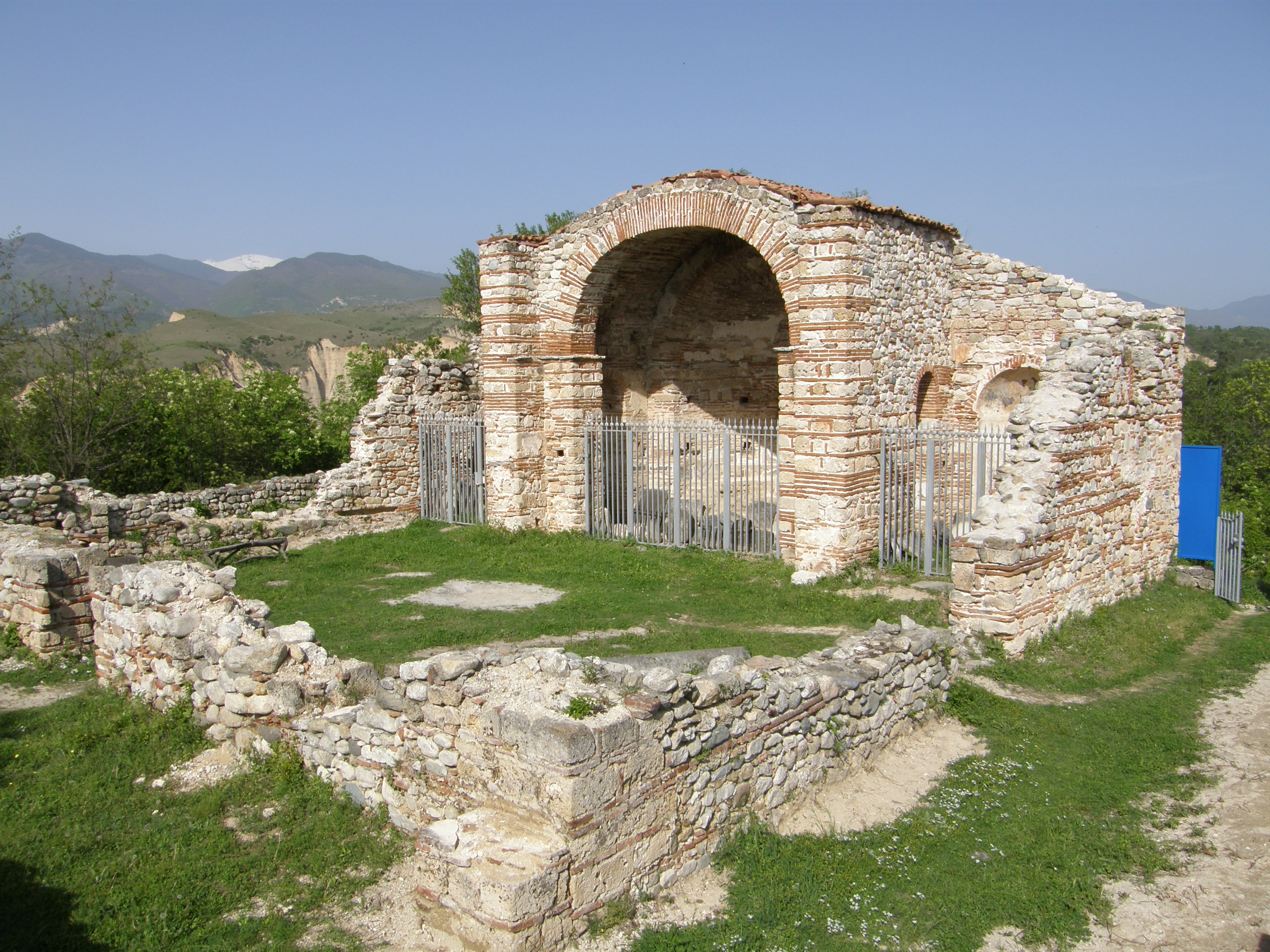
Церква XII ст

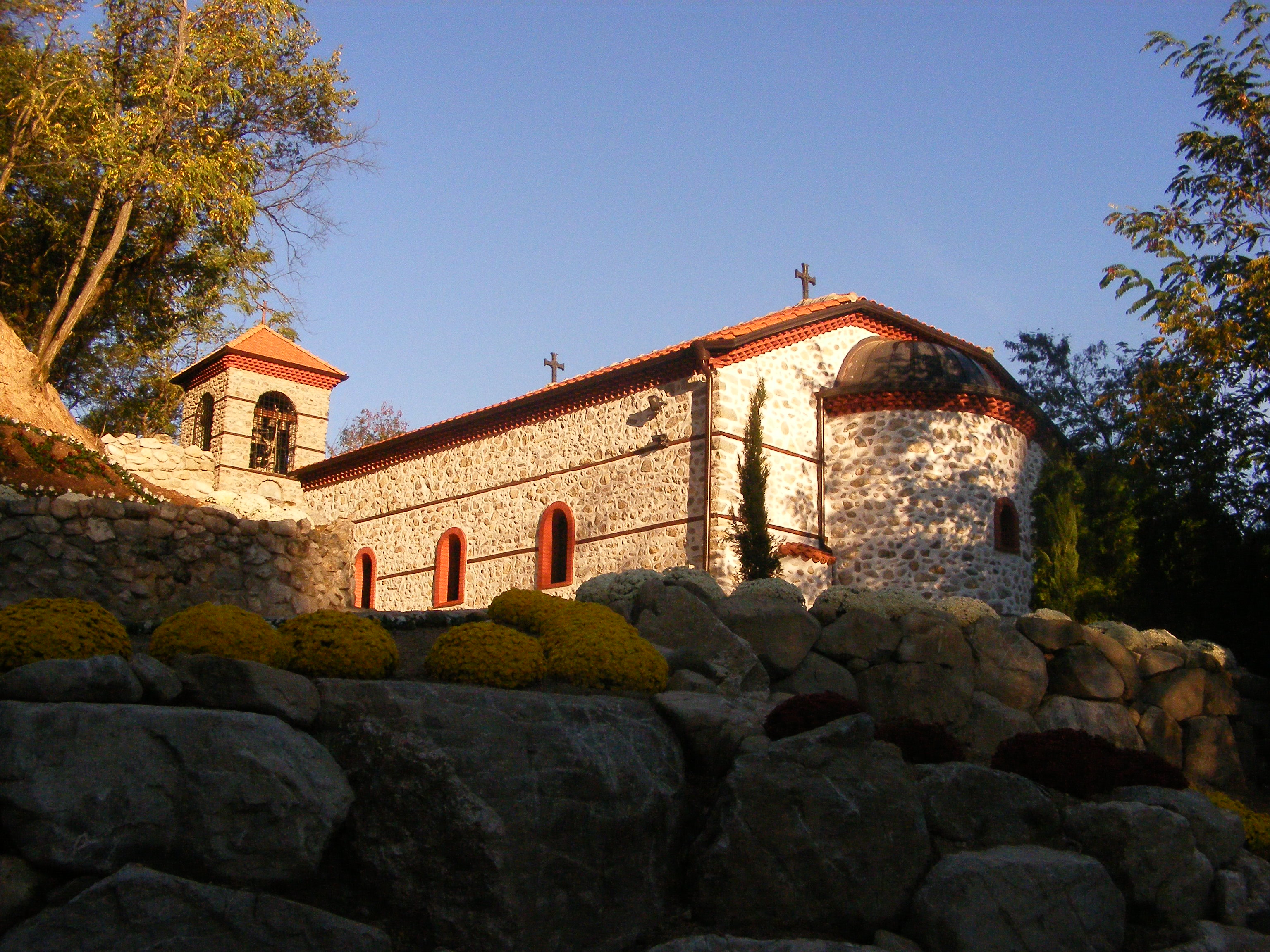
Церква Святої Параскеви — Петки

Сьогодні єпархія Мелника розділена між Неврокопською єпархією Болгарської Православної Церкви і Валовищською Константинопольського патріархату (в веденні Церкви Греції). Мелник має єпископський титул (тобто без єпархії) БПЦ.
У Мелнику знаходиться частково збережена середньовічна візантійська церква «Св. Миколая», датована кінцем 12 століття і пошкоджена пожежею в 1913 році. Церква має прилеглу дзвіницю, яка побудована окремо і розташована на північний захід від церкви. Дві бронзові дзвони церкви відносяться до 13-го століття і вважаються одними з найстаріших в Європі. Вони були відкриті на початку 21 століття. Церква Мелника « Св. Петра і Павла» була побудована в 19 столітті і має виняткову художню цінність.
Недалеко від Мелника знаходиться Роженський монастир, який є найбільшим монастирем в Пирінському районі і одним з кількох середньовічних болгарських монастирів, збережених відносно непорушним і донині. Монастир був побудований у 13 столітті, розташований приблизно за 7 км від міста Мелник у нижній частині Пиріну. Звідси відкривається винятковий вид на вершини Пирін і Беласиця, а також на популярні мелницькі млини, розташовані навколо міста на пірамідальних пагорбах, утвореними ерозією глинистого ґрунту. Сучасна будівля монастиря сягає 19 століття, монастирський храм — чудовий пам'ятник культури. Найдавніший напис на фресках датується 1597 роком. У східній частині церкви є цікавий різьблений іконостас, фрески та вітражі. У монастирській будівлі розміщена виставка. Асфальтова дорога з Мелника веде прямо до воріт монастиря. Немає регулярного автобусного сполучення з міста до села Рожен.

## Економіка
Сьогодні основним засобом існування населення є виноробство і туризм. Традиційно майже кожна родина вирощує виноградні лози і виробляє вино для власного споживання і роздрібної торгівлі.
Сьогодні в Мелницькому регіоні відроджується виноградарство і виноробство. Побудовано і експлуатується кілька нових, сучасних виноробних підприємств (Вілла Мельник, Синтика, Орбелус та інші).

## Культурні та природні пам'ятки
Місто є частиною 100 національних туристичних об'єктів Болгарського туристичного союзу:

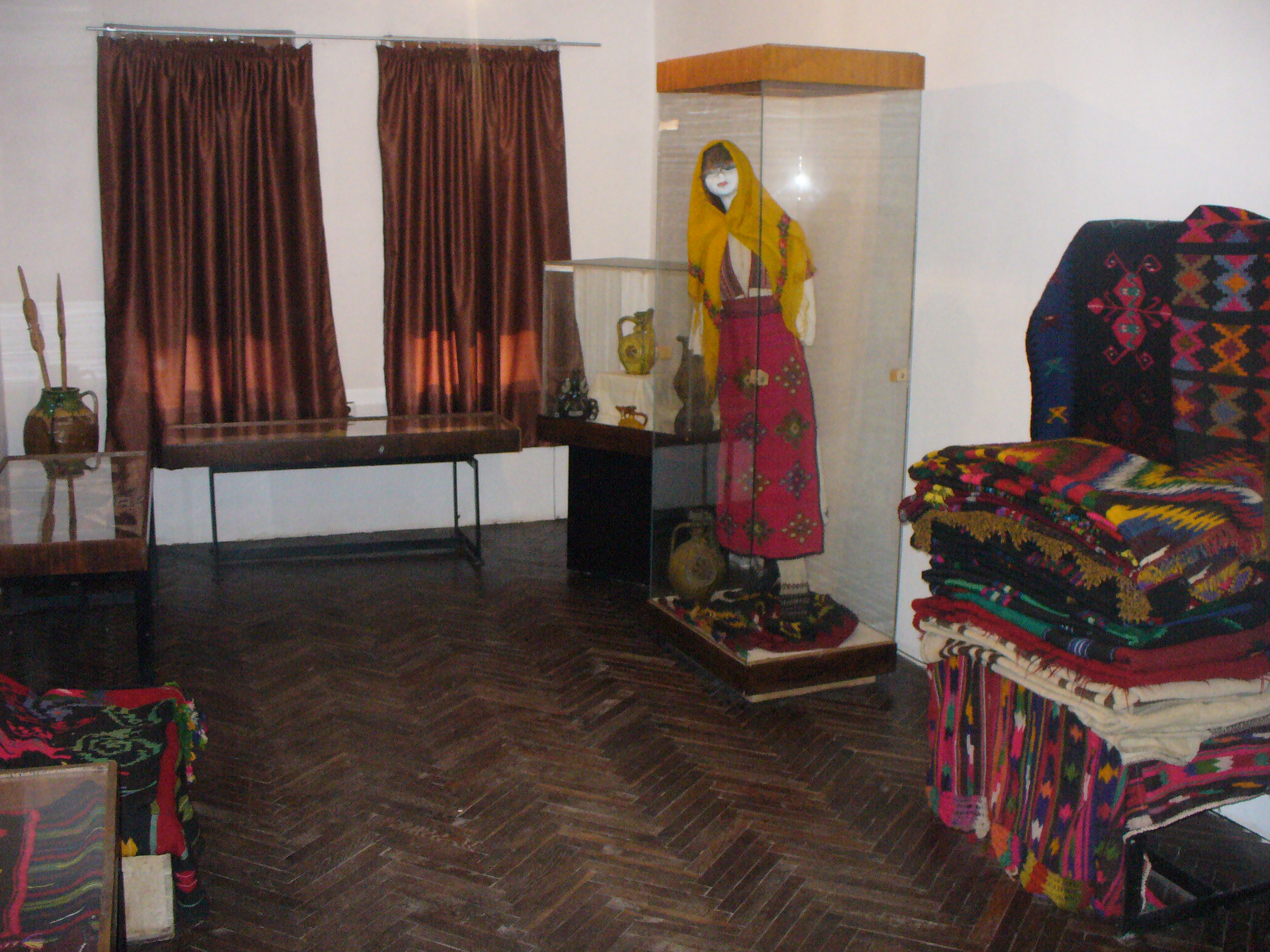
Музей історії міста

- Історичний музей Мелника розташований у колишньому клубі активних борців. В музеї представлені основні засоби існування цього міста та регіону — виноробство Мелника. Виставлені фотографії мелницьких підвалів, бочок і т. д. Музей має багату колекцію з зображенням міського життя[37] і побуту[38] в епоху Відродження.

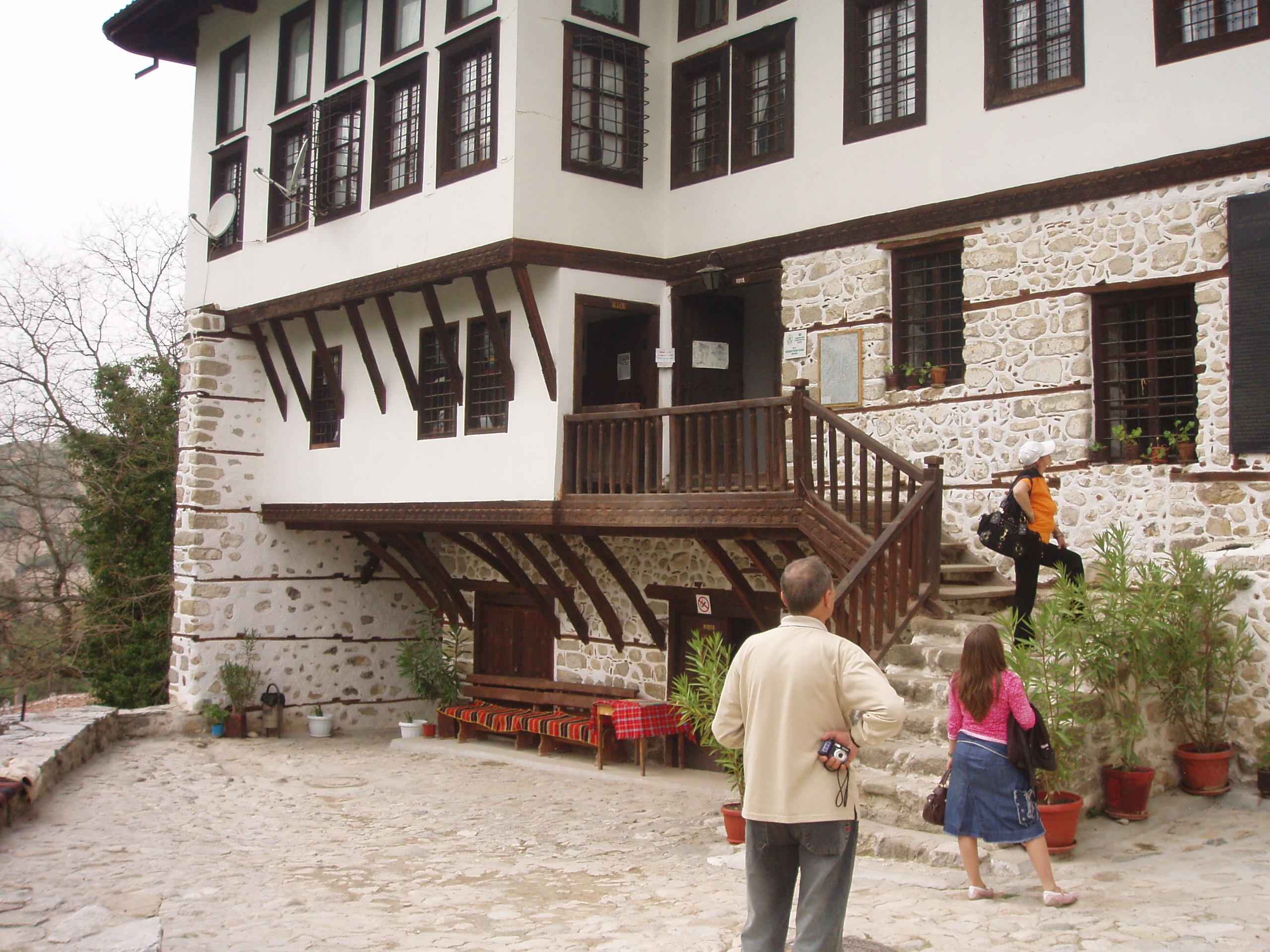
Будинок Кордопулова

- Кордопуловський будинок був побудований в 1754 році багатим грецьким купцем родини Кордопулос. Це один з найбільш монументальних будинків ренесансу в країні. У ньому влаштована експозиція Мелницького підвалу, висічена у вигляді тунелю в скелі, з величезними винними бочками.
- Будинок Пашова був побудований на початку XIX століття, є пам'ятником культури[39]

- Мелницька фортеця

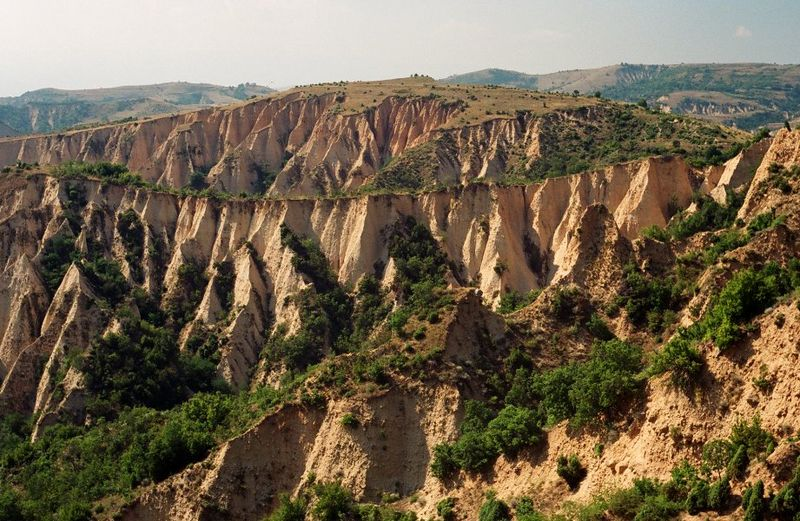
Мелницькі скельні піраміди

- Пам'ятник Яне Санданському був побудований в 1972 році і розташований в саду біля входу в Мельник. Його автором є скульптор Крум Дерменджиєв.[40]
- Мелницькі скельні піраміди
- Гірський притулок Пирін[41]

## Цікаво
В честь міста називається хребет і пік на острові Лівінгстон, південних Шетландських островів Антарктиди.

## Особи
У ХІХ — на початку ХХ ст. Мелницьке населення дуже змішане. У місті живуть болгари, греки, турки, волохи та цигани. У Мелнику народився грецький політик і революціонер Полізоідіс, болгарський художник Лазар Аргиров, один з найяскравіших представників художньої школи в XIX столітті, болгарський революціонер, грек за походженням, Іван Атанасов, відомий болгарський просвітитель Емануїл Васкидович та інші.

## Галерея

Світлини Мелника
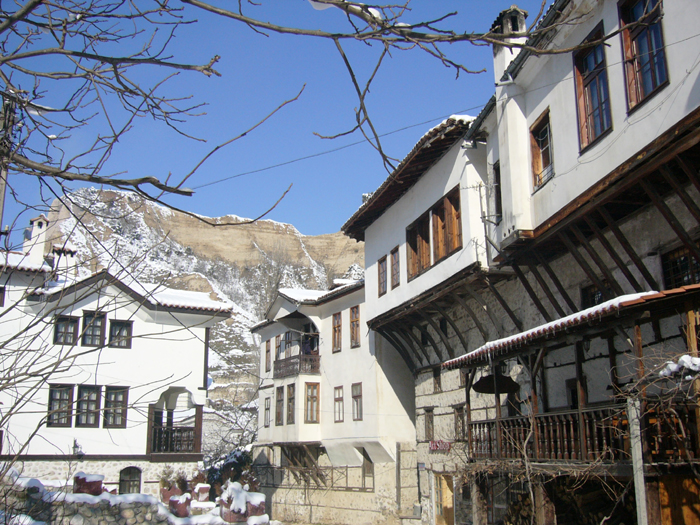
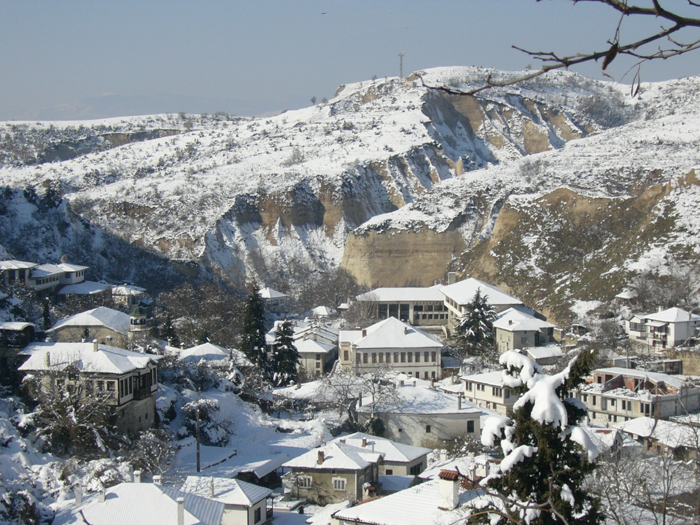
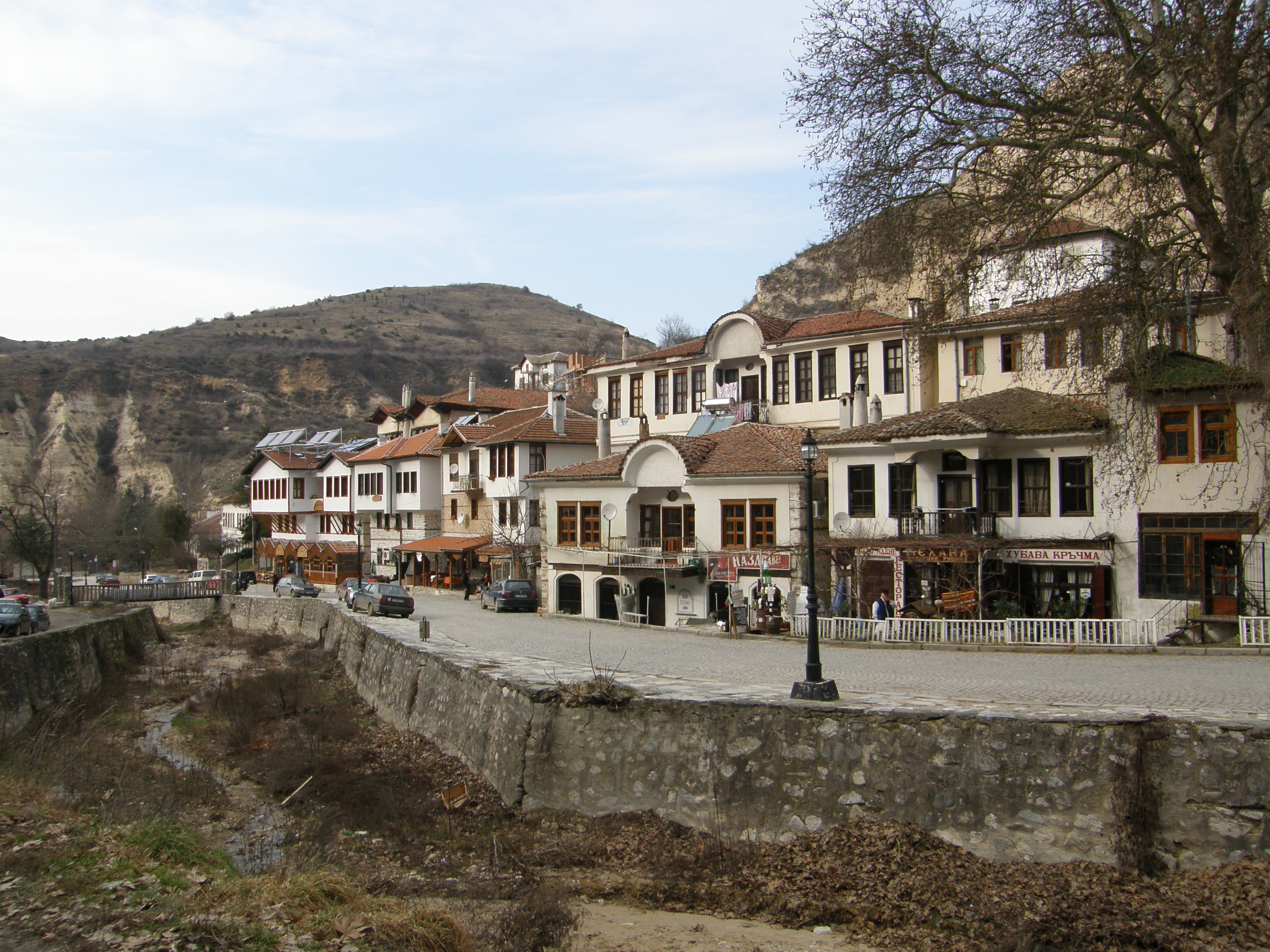
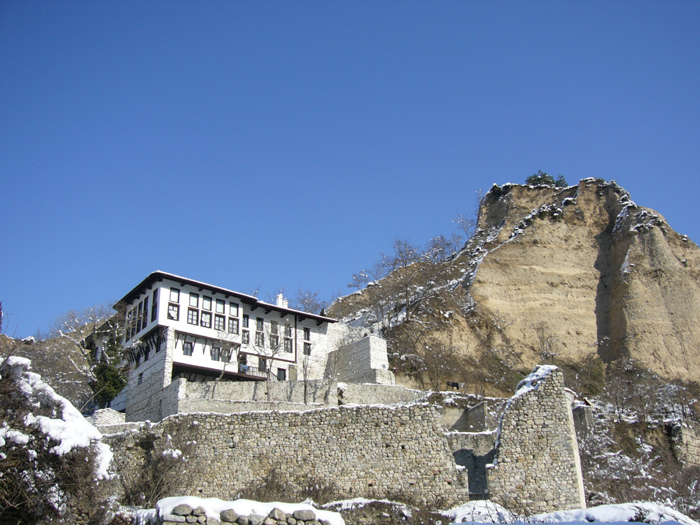
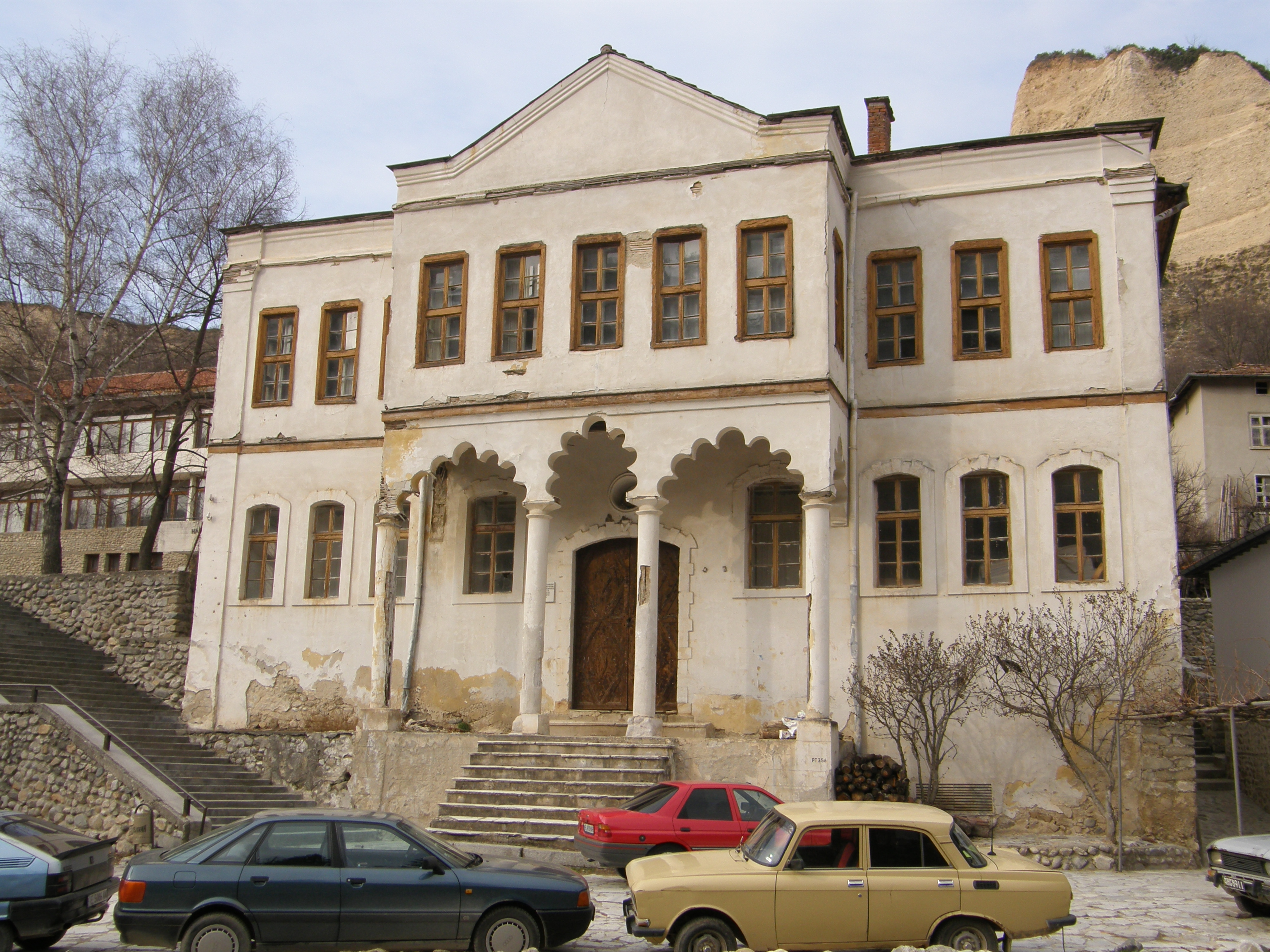
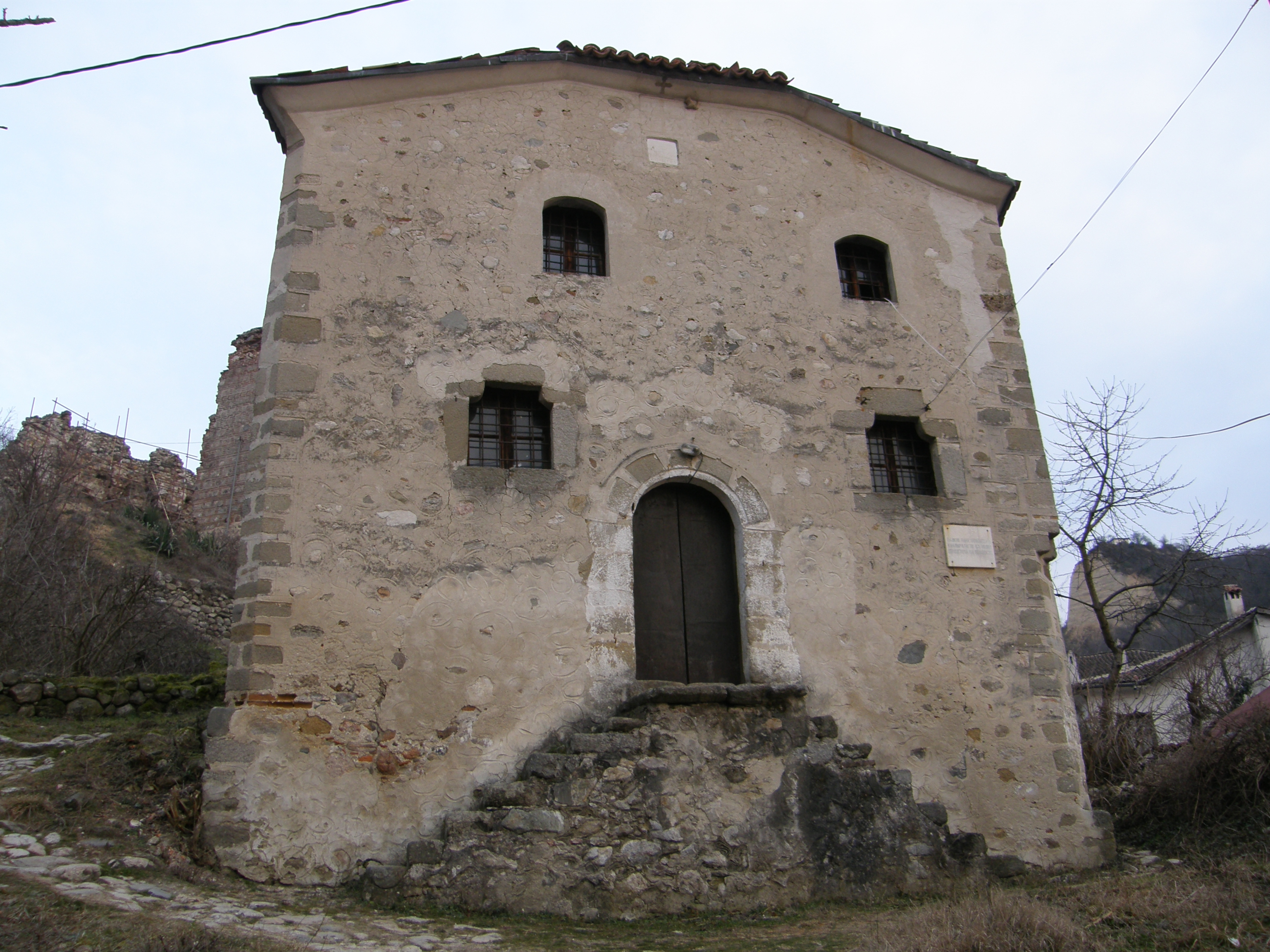
Церква Св. Антоній
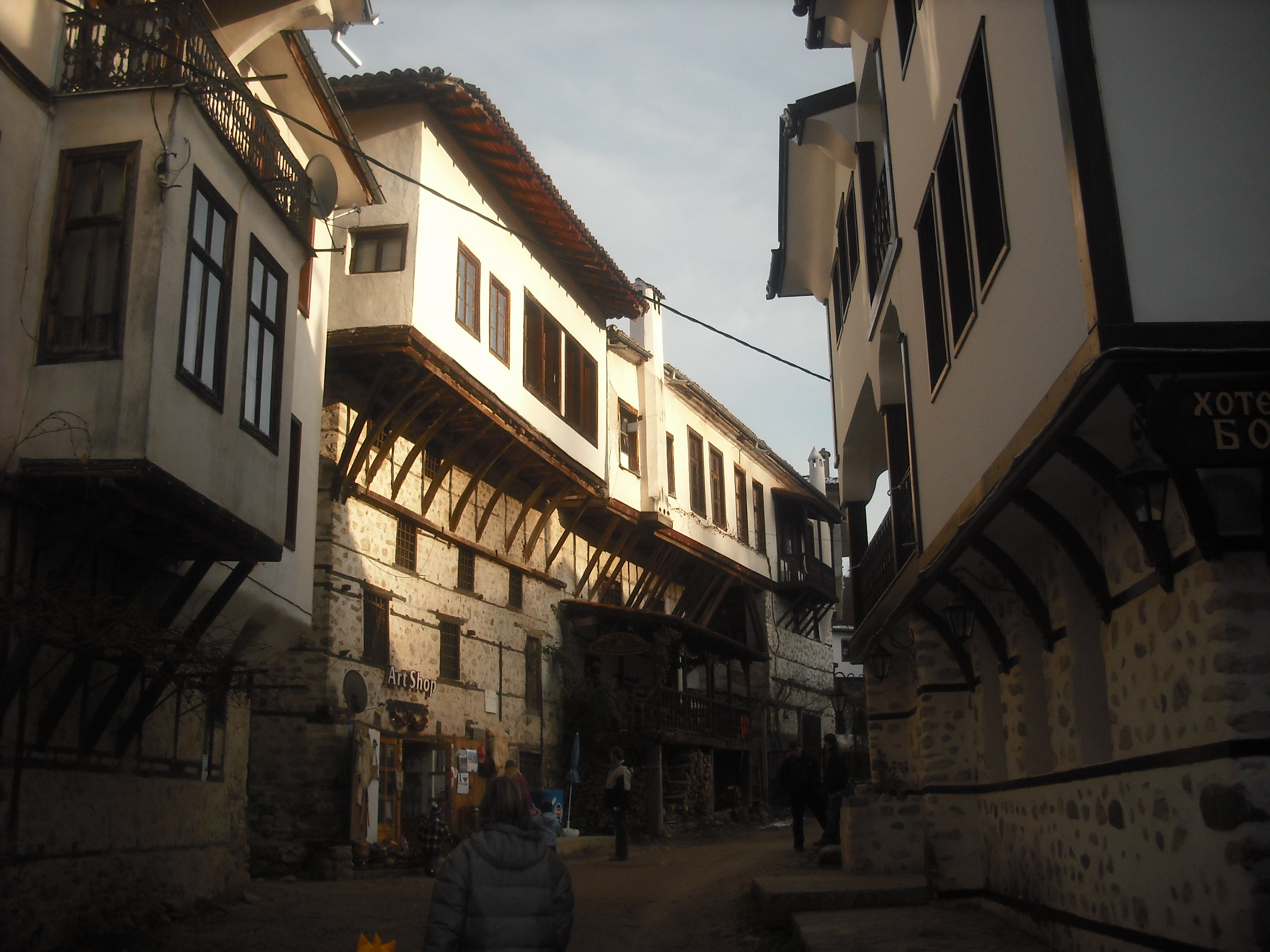
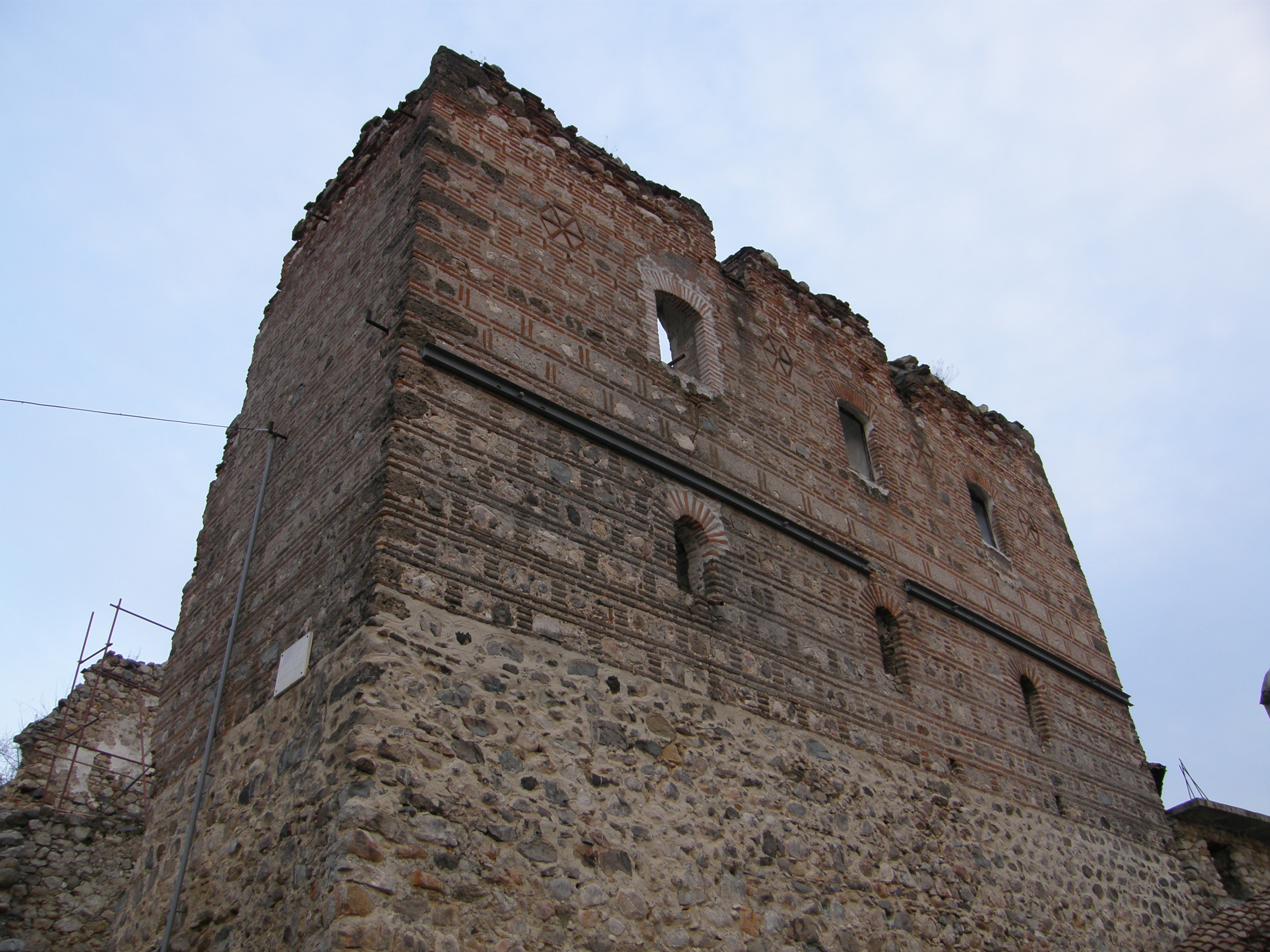
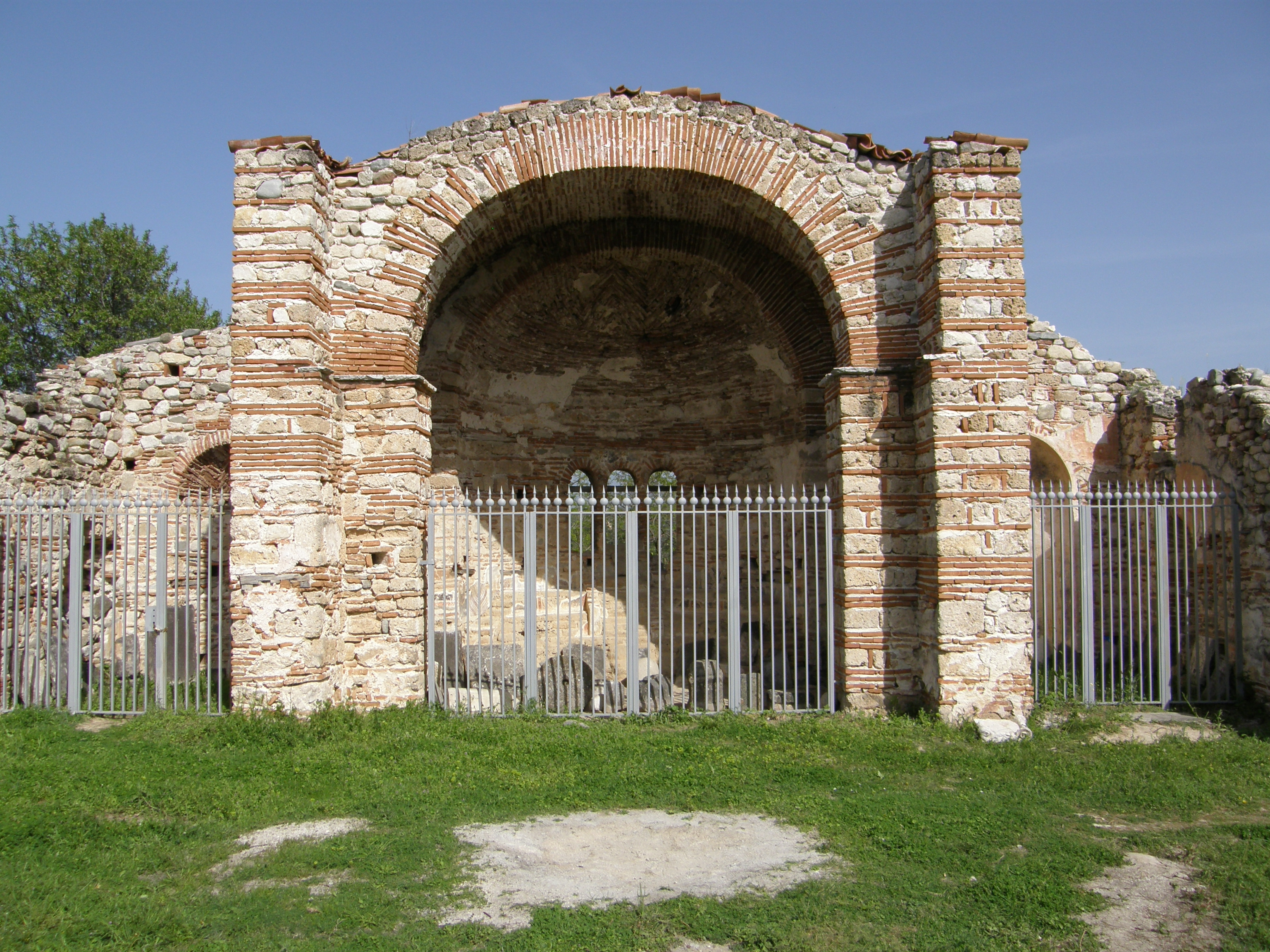
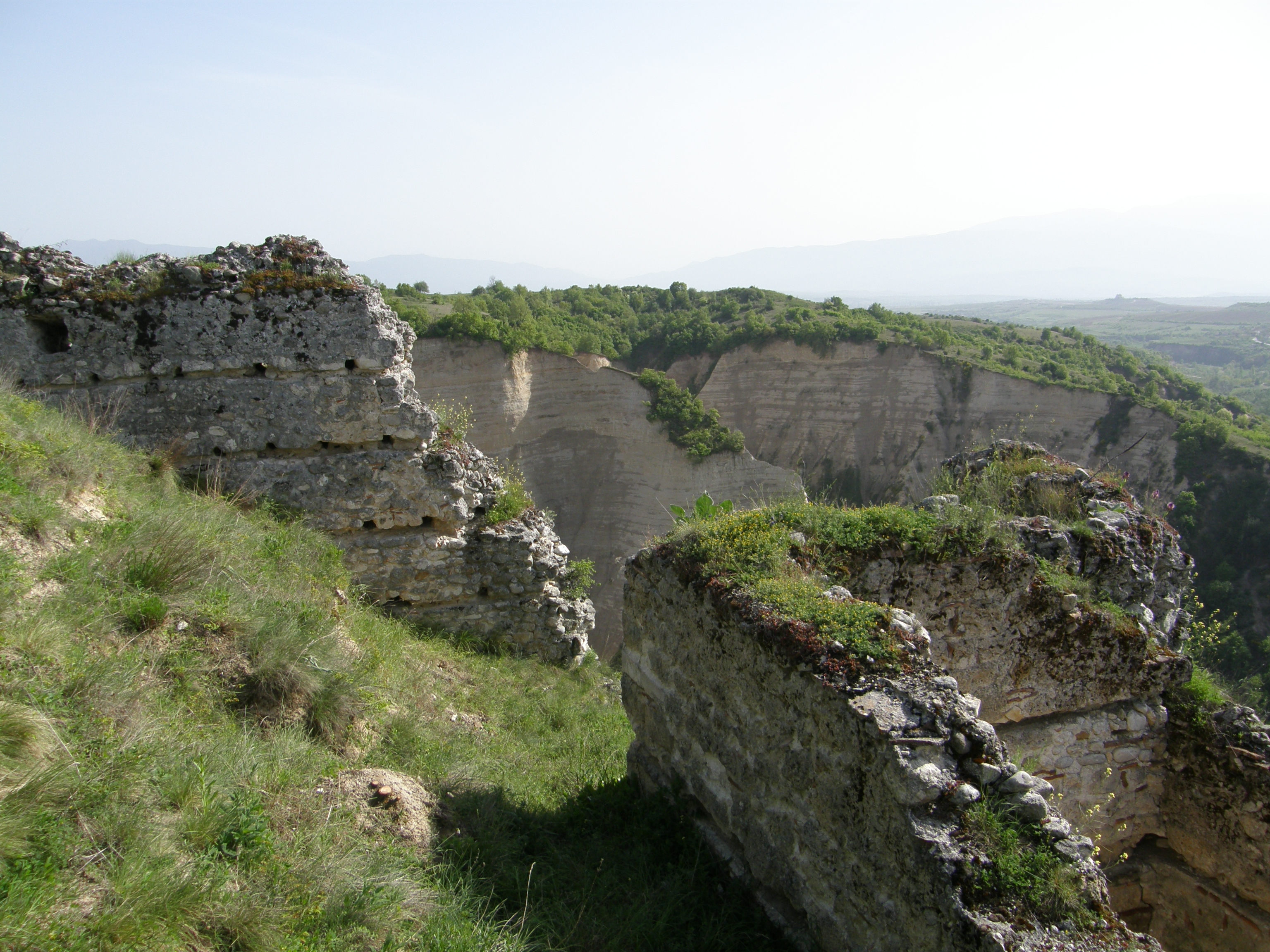
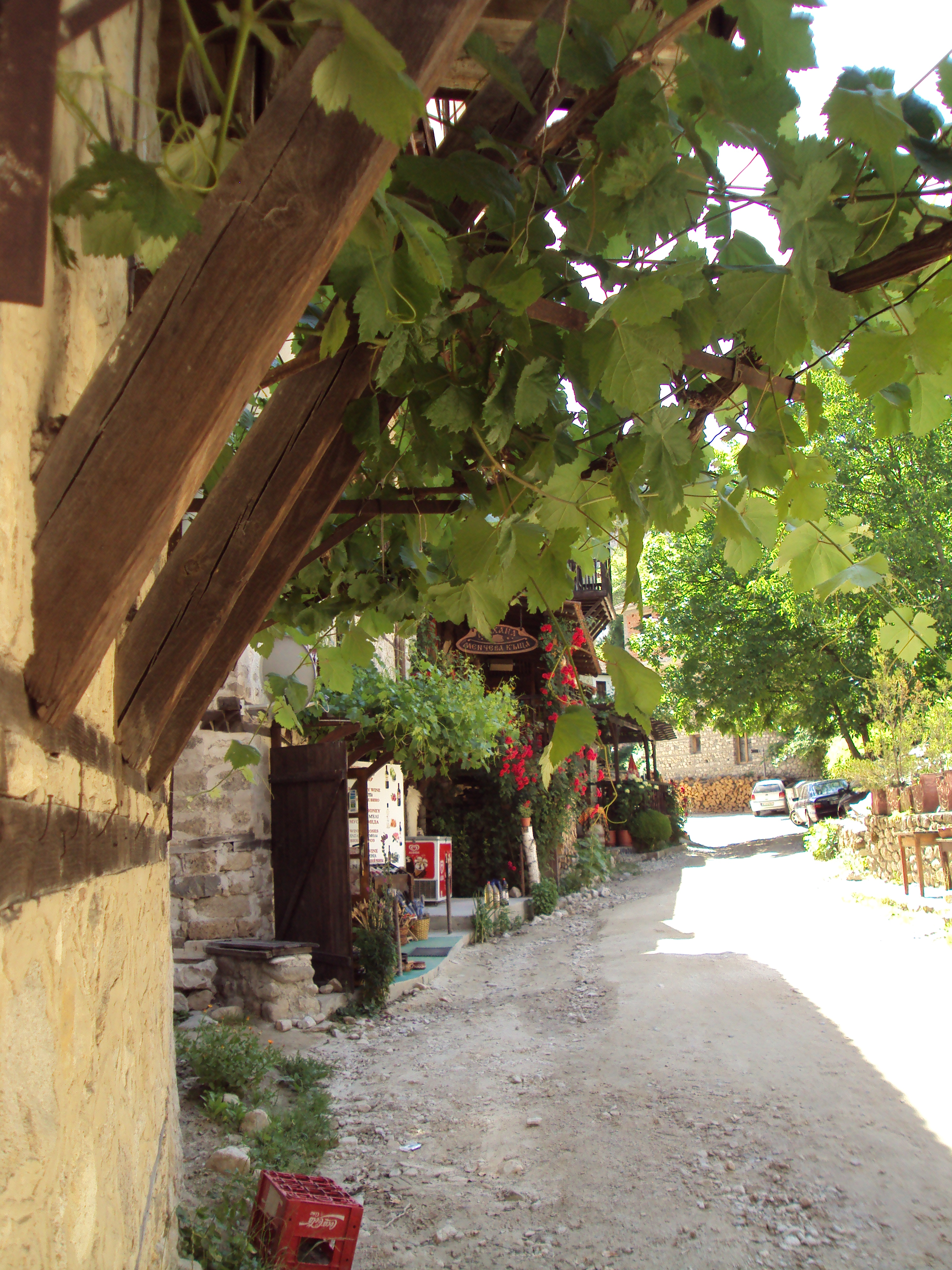
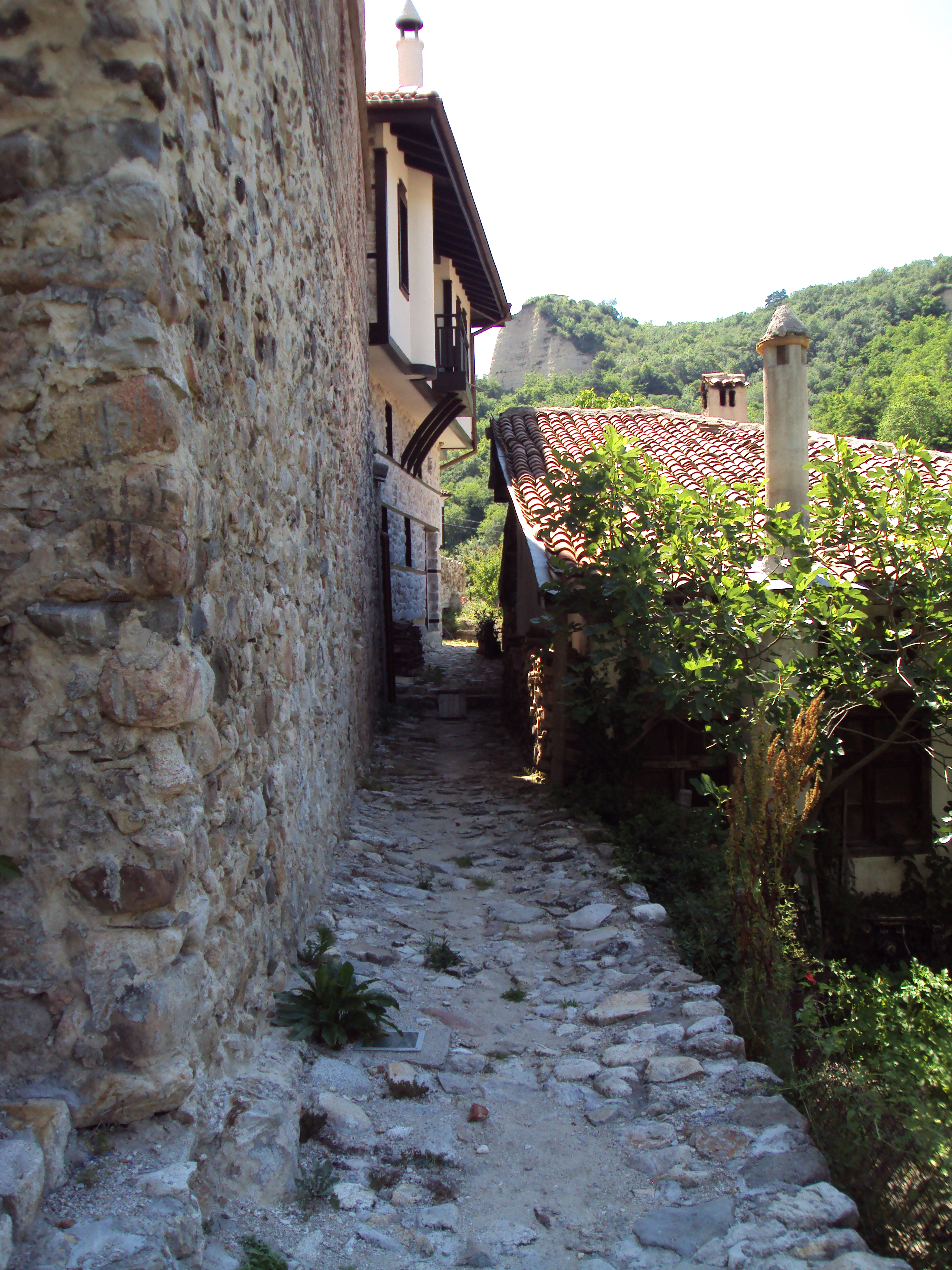
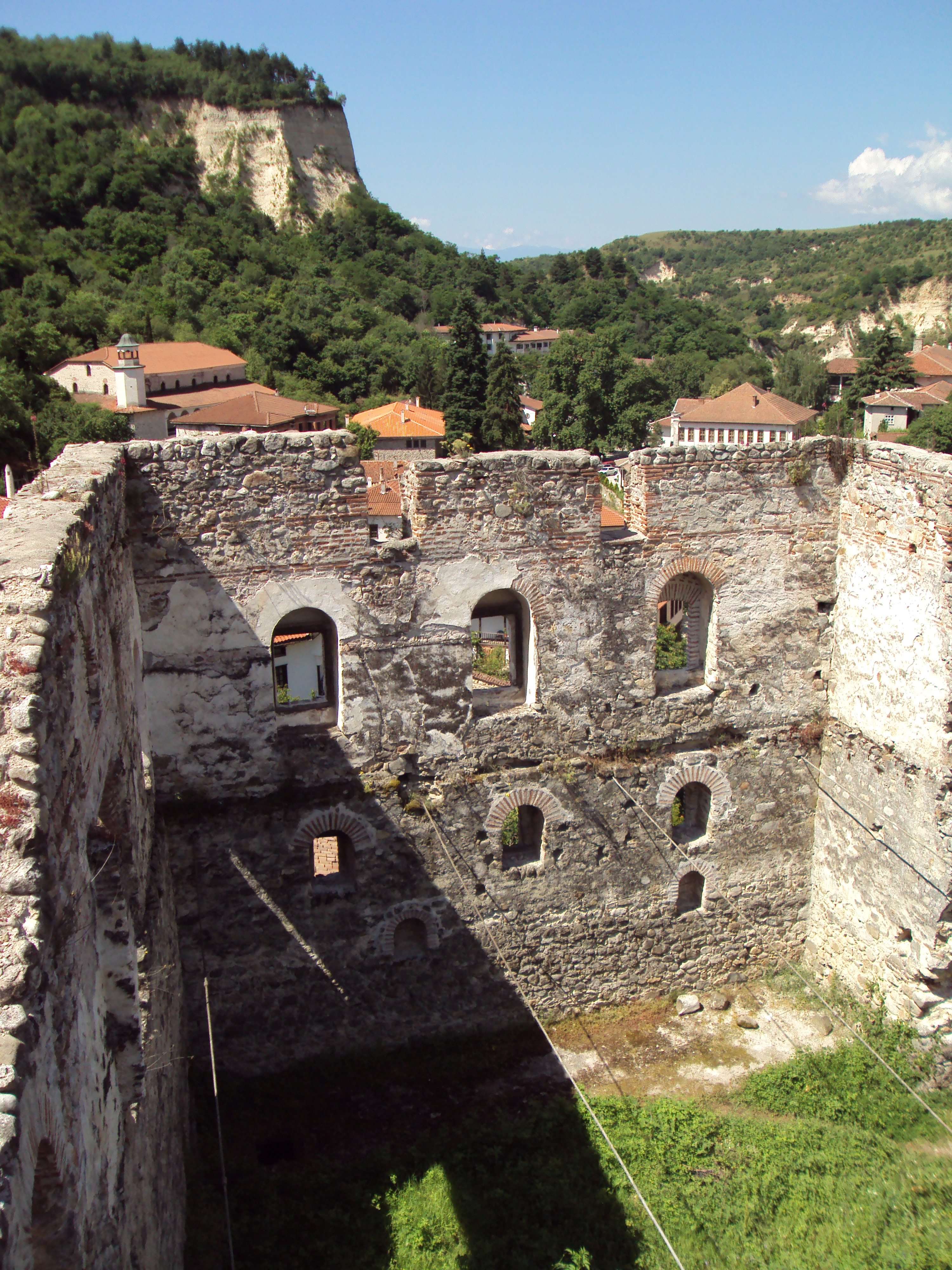
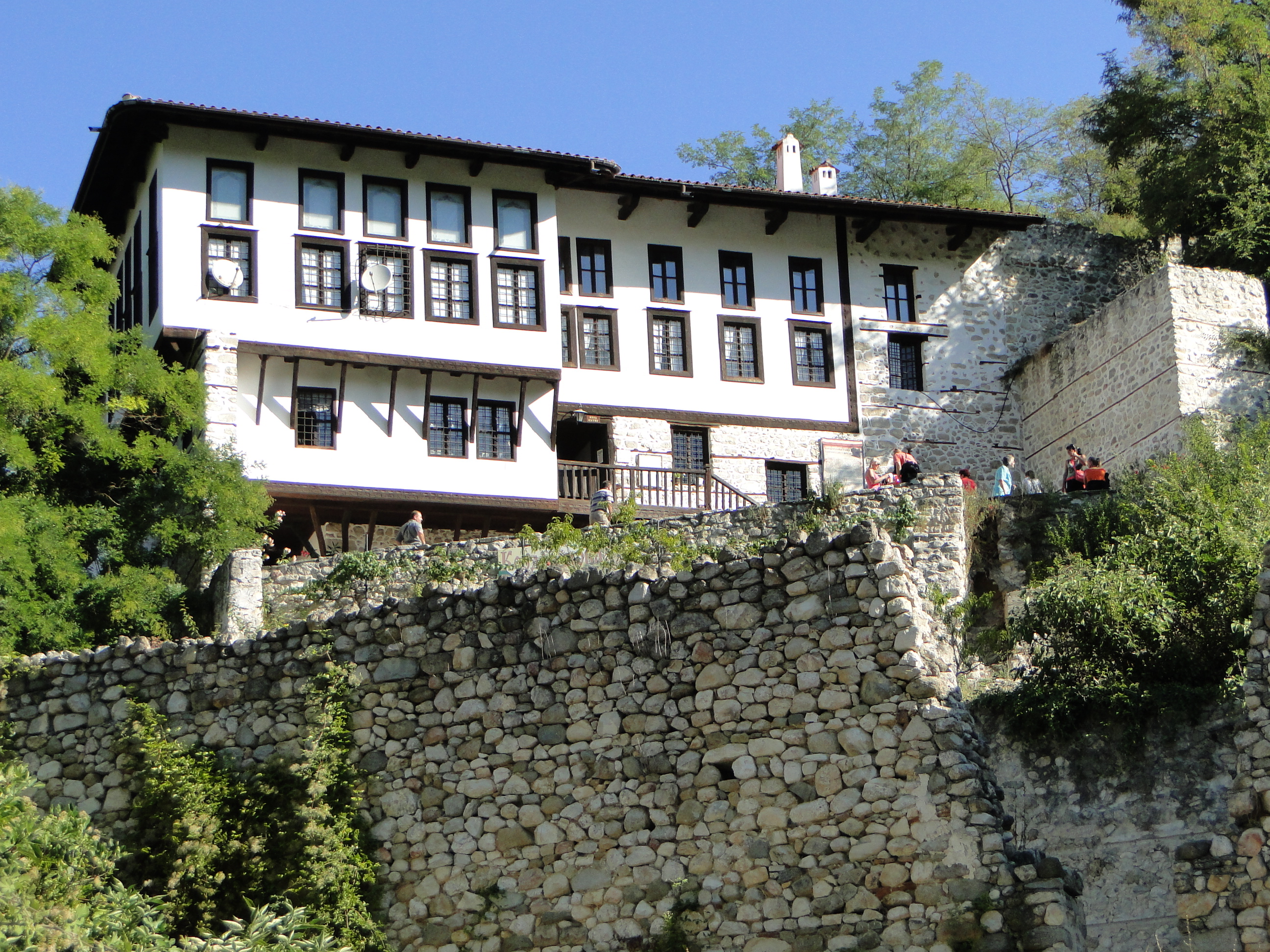
Кордопулов будинок